# 그멜린 데이터베이스
그멜린 데이터베이스(영어: Gmelin database)는 분기별로 업데이트되는 유기 금속 및 무기 화합물의 대규모 데이터베이스이다. 그멜린 데이터베이스는 1817년에 레오폴트 그멜린에 의해 출판된 독일어 출판물인 《그멜린의 무기화학 핸드북》(독일어: Gmelins Handbuch der anorganischen Chemie, 영어: Gmelin's Handbook of Inorganic Chemistry)을 기반으로 하고 있다. 마지막 출판본인 8판은 1990년대에 등장했다.

## 같이 보기
- 화학 데이터베이스
- 레오폴트 그멜린